# Woodlake
Woodlake is een plaats (city) in de Amerikaanse staat Californië, en valt bestuurlijk gezien onder Tulare County.

## Demografie
Bij de volkstelling in 2000 werd het aantal inwoners vastgesteld op 6651.
In 2006 is het aantal inwoners door het United States Census Bureau geschat op 7336, een stijging van 685 (10.3%).

## Geografie
Volgens het United States Census Bureau beslaat de plaats een oppervlakte van
6,3 km², waarvan 5,1 km² land en 1,2 km² water. Woodlake ligt op ongeveer 145 m boven zeeniveau.

## Plaatsen in de nabije omgeving
De onderstaande figuur toont nabijgelegen plaatsen in een straal van 24 km rond Woodlake.